# Алі Бумніжель
Алі Бумніжель (араб. علي بومنيجل, нар. 13 квітня 1966, Мензель-Джеміль) — колишній туніський футболіст, що грав на позиції воротаря.

## Клубна кар'єра
У дорослому футболі дебютував 1989 року виступами за команду клубу «Клуб Африкен», в якій провів два сезони, взявши участь у 58 матчах чемпіонату.
Згодом з 1991 по 1997 рік грав у складі команд клубів «Нансі» та «Геньон».
Своєю грою за останню команду привернув увагу представників тренерського штабу клубу «Бастія», до складу якого приєднався 1998 року. Відіграв за команду з Бастії наступні п'ять сезонів своєї ігрової кар'єри.
Протягом 2003–2004 років захищав кольори команди клубу «Руан».
Завершив професійну ігрову кар'єру у клубі «Клуб Африкен», в якому розпочинав кар'єру гравця. Прийшов до команди 2005 року, захищав її кольори до припинення виступів на професійному рівні у 2007 році.

## Виступи за збірну
У 1991 році дебютував в офіційних матчах у складі національної збірної Тунісу. Протягом кар'єри у національній команді, яка тривала 17 років, провів у формі головної команди країни 51 матч.
У складі збірної був учасником Кубка африканських націй 1994 року у Тунісі, чемпіонату світу 1998 року у Франції, Кубка африканських націй 1998 року у Буркіна Фасо, чемпіонату світу 2002 року в Японії і Південній Кореї, Кубка африканських націй 2004 року у Тунісі, здобувши того року титул континентального чемпіона, розіграшу Кубка Конфедерацій 2005 року у Німеччині, чемпіонату світу 2006 року у Німеччині, Кубка африканських націй 2006 року в Єгипті.

## Титули і досягнення
- Переможець Кубка африканських націй: 2004